# Dirk Cussler
Pour les articles homonymes, voir Cussler.
Œuvres principales
- Série Dirk Pitt

Dirk Cussler, né en 1961, est un romancier américain. Il est essentiellement connu pour sa collaboration avec son père, Clive Cussler, dans l'écriture des romans mettant en scène Dirk Pitt.

## Biographie
Titulaire d'une maîtrise en administration des affaires, Dirk Cussler a longtemps travaillé dans le milieu financier, avant de se tourner vers la littérature au début des années 2000. Il participe également depuis de nombreuses années aux expéditions de la National Underwater and Marine Agency, dont il est le président.

## Œuvres

### SérieDirk Pitt
Ces livres sont coécrits avec Clive Cussler.
1. Vent mortel, Grasset, 2008 ((en) Black Wind, 2004)
2. Le Trésor du Khan, Grasset, 2009 ((en) Treasure of Khan, 2006)
3. Dérive arctique, Grasset, 2011 ((en) Arctic Drift, 2008)
4. Le Complot du croissant, Grasset, 2014 ((en) Crescent Dawn, 2010)
5. La Flèche de Poséidon, Grasset, 2015 ((en) Poseidon's Arrow, 2012)
6. (en) Havana Storm, 2014
7. (en) Odessa Sea, 2016